# Cycas edentata
Cycas edentata là một loài thực vật hạt trần trong họ Cycadaceae. Loài này được de Laub. mô tả khoa học đầu tiên năm 1998.